# باغ‌شور
باغ شور، روستایی است از توابع بخش کاکی در شهرستان دشتی استان بوشهر ایران.
علت نامگذاری این روستا به نام باغ شور (باخ سورو) زمین شور آن است. مردم این روستا همگی با هم نسبت فامیلی نزدیک دارند.

## جمعیت
این روستا که در غرب روستای گنخک شیخی  و در شرق روستای باغ رئیس عالی  قرار دارد، در دهستان کاکی قرار داشته و بر اساس سرشماری سال ۱۳۸۵ جمعیت آن ۷۵ نفر (۱۵ خانوار) بوده‌است.